# Juan Ojeda
Juan Marcelo Ojeda (Arroyo Seco, Argentina, 10 de noviembre de 1982) es un futbolista argentino. Juega de arquero y su actual equipo es el Deportivo Madryn de la  Primera B Nacional de Argentina.

## Trayectoria
Juan Marcelo Ojeda comenzó su carrera en Rosario Central, donde debutó en las inferiores en 1999. Su primer partido en Primera División fue el 28 de mayo de 2004 ante Colón. Es recordado por los hinchas del club por haberle atajado un taco al lado de la línea de gol en el minuto 95 a Santiago Silva durante un clásico rosarino por la Copa Sudamericana en 2005, lo que fue conocido como Ojedazo. Durante sus dos años como arquero de Rosario Central recibió 89 goles en 84 partidos, manteniendo el arco invicto en 26 oportunidades. Jugó por última vez para el elenco rosarino el 10 de diciembre de 2006, con Néstor Gorosito como entrenador.
En enero de 2007 llegó a River Plate en una operación múltiple con Rosario Central, en la que se pagaron unos 8 millones de dólares estadounidenses por los pases de Marco Ruben, Cristian Villagra y Ojeda. Sin embargo, no consiguió hacerse con la titularidad del arco, que estaba en mano de Daniel Vega.
En 2009 recibió una oferta del Atlas de México por tres años a cambio de 700.000 dólares. Al momento de realizar los chequeos médicos de rigor, le diagnosticaron una leucemia mieloide crónica, por lo que decidió dejar el fútbol de lado por un tiempo para entrar en tratamiento.
Luego de un tiempo de inactividad pasó por el Deportivo Anzoátegui antes de llegar al Deportivo Cuenca.
En 2014 fue confirmado como el nuevo arquero de Unión La Calera de la Primera División del fútbol chileno. Allí, dirigido por el también argentino Néstor Craviotto, fue elegido capitán del equipo.
En la temporada 2014, Ojeda volvió al fútbol argentino para firmar con Gimnasia y Esgrima de Jujuy. En 2016 firmó contrato por un año y medio con Boca Unidos de Corrientes. En septiembre de 2017 se transformó en refuerzo de Central Córdoba de Rosario para afrontar el torneo de Primera C. Desde enero de 2019 es el arquero titular del Club Villa Dalmine.

## Clubes
| Club                          | País      | Año       | PJ |
| ----------------------------- | --------- | --------- | -- |
| Rosario Central               | Argentina | 2004-2006 | 84 |
| River Plate                   | Argentina | 2007-2010 | 37 |
| Deportivo Anzoátegui          | Venezuela | 2011      | 2  |
| Deportivo Cuenca              | Ecuador   | 2012-2013 | 79 |
| Unión La Calera               | Chile     | 2014      | 1  |
| Gimnasia y Esgrima de Jujuy   | Argentina | 2014-2016 | 31 |
| Boca Unidos                   | Argentina | 2016-2017 | 30 |
| Club Atlético Central Córdoba | Argentina | 2017-2018 | 53 |
| Villa Dalmine                 | Argentina | 2019      | 31 |
| Deportivo Madryn              | Argentina | 2021-Act. | 38 |

## Palmarés

### Campeonatos nacionales
| Título           | Club        | País      | Año    |
| ---------------- | ----------- | --------- | ------ |
| Primera División | River Plate | Argentina | C-2008 |